# Томс, Роберт Фишер
Роберт Фишер Томс (англ. Robert Fisher Tomes; 4 августа 1823, Уэстон-на-Эйвоне — 10 июля 1904, Саус-Литтлтон) — британский зоолог.

## Биография
Собирал птиц и млекопитающих. Позднее посвятил себя млекопитающим и стал специалистом по рукокрылым. Сделал несколько научных описаний центральноамериканских и новозеландских видов, в том числе из собраний других зоологов. Его коллекция млекопитающих досталась Музею естествознания в Лондоне, а коллекция птиц — Музею в Вустере.
Опубликовал статьи по палеонтологии, имел значительную коллекцию ископаемых кораллов. В 1860 году стал членом-корреспондентом Зоологического общества Лондона.

## Избранная библиография
- Occurrence of the Fork-tailed Petrel in Warwickshire Zoologist, 8:2706-2707 (1850)
- On two species of bats inhabiting New Zealand. Proc. Zool. Soc. Lond., pp. 134–42 (1857)
- A monograph of the genus Nyctophilus. Proc. Zool. Soc. Lond., pp. 25–37 (1858)
- Descriptions of six hitherto undescribed species of bats. Proc. Zool. Soc. Lond. pp. 68–79 (1859)
- A monograph of the genus Epomophorus, with a description of a new species. Proc. Zool. Soc. Lond., pp. 42–58 (1860)
- Notes on a third collection of Mammalia, made by Mr. Fraser in the Republic of Ecuador. Proc. Zool. Soc. Lond. pp. 28 (1860)
- Report of a collection of mammals made by Osbert Salvin, Esq., FZS, at Dueñas, Guatemala. Proc. Zool. Soc. Lond. pp. 278 (1861)
- Notice of a new American form of marsupial. Proc. Zool. Soc. Lond., pp. 50–51 (1863)
- On a new genus and species of leaf-nosed bats in the museum at Fort Pitt. Proc. Zool. Soc. Lond., pp. 81–85 (1863)
- On some new or imperfectly known Madreporaria from the Inferior Oolite of Oxfordshire, Gloucestershire, and Dorsetshire. Geol. Mag. 23, 385-98, 443-52. (1886)
- On Heterastraea, a new genus of Madreporaria from the Lower Lias. Geol. Mag. 25, 207-18. (1888)
- Birds. In the Victoria County History of Worcestershire (1901)
- Aves. In the Victoria County History of Warwickshire (1904)